# Fayette megye (Ohio)
Fayette megye az Amerikai Egyesült Államokban, azon belül Ohio államban található. Megyeszékhelye és legnagyobb városa Washington Court House. Lakosainak száma 28 951 fő (2020. április 1.). Fayette megye Madison, Pickaway, Ross, Highland, Clinton és Greene megyékkel határos.

## Népesség
A megye népességének változása:
| Lakosok száma | 29 022 | 28 909 | 28 849 | 28 800 | 28 679 | 28 951 |
|               | 2010   | 2011   | 2012   | 2013   | 2015   | 2020   |